# Onthophagus murrayi
Onthophagus murrayi är en skalbaggsart som beskrevs av Edgar von Harold 1868. Onthophagus murrayi ingår i släktet Onthophagus och familjen bladhorningar. Inga underarter finns listade i Catalogue of Life.